# Крушћица (Витез)
Крушћица или Крушчица је насељено место у Босни и Херцеговини у општини Витез. Административно припада Федерацији Босне и Херцеговине, односно њеном Средњобосанском кантону. Према попису становништва из 2013. у насељу је било 2.615 становника, а већинску популацију у насељу чинили су Бошњаци. Крупћица је највеће насеље у општини Витез након варошице Витез.

## Историја
Током Другог светског рата у Крушћици се налазио усташки концентрациони логор који је био оперативан од априла до септембра 1941. и у ком је у том периоду убијено око 3.00 углавном српских и јеврејских жена и деце.
Подручје целог логора је након рата претворено у меморијални комплекс „Црна кућа”, а локалитет је 2014. проглашен за Национални споменик Босне и Херцеговине.

## Становништво
По последњем службеном попису становништва из 2013. године у насељу Крушћица живело је 2.615 становника, а село је било етнички хетерогено са већинском бошњачком популацијом.
| Националност | 2013. | 1991.          | 1981.          | 1971.          | 1961.          |
| Бошњаци      | —     | 1.389 (57,78%) | 1.347 (64,45%) | 1.982 (52,32%) | 1.765 (57,52%) |
| Хрвати       | —     | 590 (24,54%)   | 560 (26,79%)   | 631 (33,62%)   | 480 (36,09%)   |
| Срби         | —     | 72 (2,99%)     | 52 (2,48%)     | 157 (8,36%)    | 77 (5,78%)     |
| Југословени  | —     | 129 (5,36%)    | 68 (3,25%)     | 28 (1,49%)     | 2 (0,15%)      |
| Роми         | —     | 0              | 54 (2,58%)     | 75 (3,99%)     | 0              |
| Мађари       | —     | 0              | 2 (0,09%)      | 0              | 0              |
| Црногорци    | —     | 0              | 1 (0,04%)      | 0              | 2 (0,15%)      |
| Македонци    | —     | 0              | 0              | 1 (0,05%)      | 1 (0,07%)      |
| Словенци     | —     | 0              | 0              | 0              | 2 (0,15%)      |
| остали       | —     | 224 (9,31%)    | 6 (0,28%)      | 3 (0,16%)      | 1 (0,07%)      |
| Укупно       | 2.615 | 2.404          | 2.090          | 1.877          | 1.330          |